# Золотое (Ленинский район)
Золото́е (до 1948 года Чегене́; укр. Золоте, крымскотат. Çegene, Чегене) — село на территории Ленинского района (Автономной) Республики Крым, входит в состав Белинского сельского поселения (Белинского сельсовета).

## Население
| 2001 | 2014 |
| ---- | ---- |
| 155  | ↘140 |

Всеукраинская перепись 2001 года показала следующее распределение по носителям языка
| Язык             | Процент |
| ---------------- | ------- |
| русский          | 78.06   |
| украинский       | 7.1     |
| крымскотатарский | 7.1     |

### Динамика численности
| - 1805 год — 144 чел. - 1864 год — 121 чел. - 1889 год — 130 чел. - 1892 год — 88 чел. - 1902 год — 240 чел. - 1915 год — 0/37 чел. | - 1926 год — 161 чел. - 1939 год — 508 чел. - 1989 год — 135 чел. - 2001 год — 155 чел. - 2009 год — 121 чел. - 2014 год — 140 чел. |

## Современное состояние
На 2017 год в Золотом числится 6 улиц; на 2009 год, по данным сельсовета, село занимало площадь 117,3 гектара на которой, в 97 дворах, проживал 121 человек. Золотое связано автобусным сообщением с Керчью и соседними населёнными пунктами. В селе установлен общий памятный знак в честь воинов — односельчан, погибших в годы Великой Отечественной войны и экипажу самолёта, погибшему при выполнении испытательного полета над морем у мыса Чаганы 13 марта 1989 года. На монументе выбиты фамилии членов экипажа и 41 павшего в Великой Отечественной войне жителя Чегене.

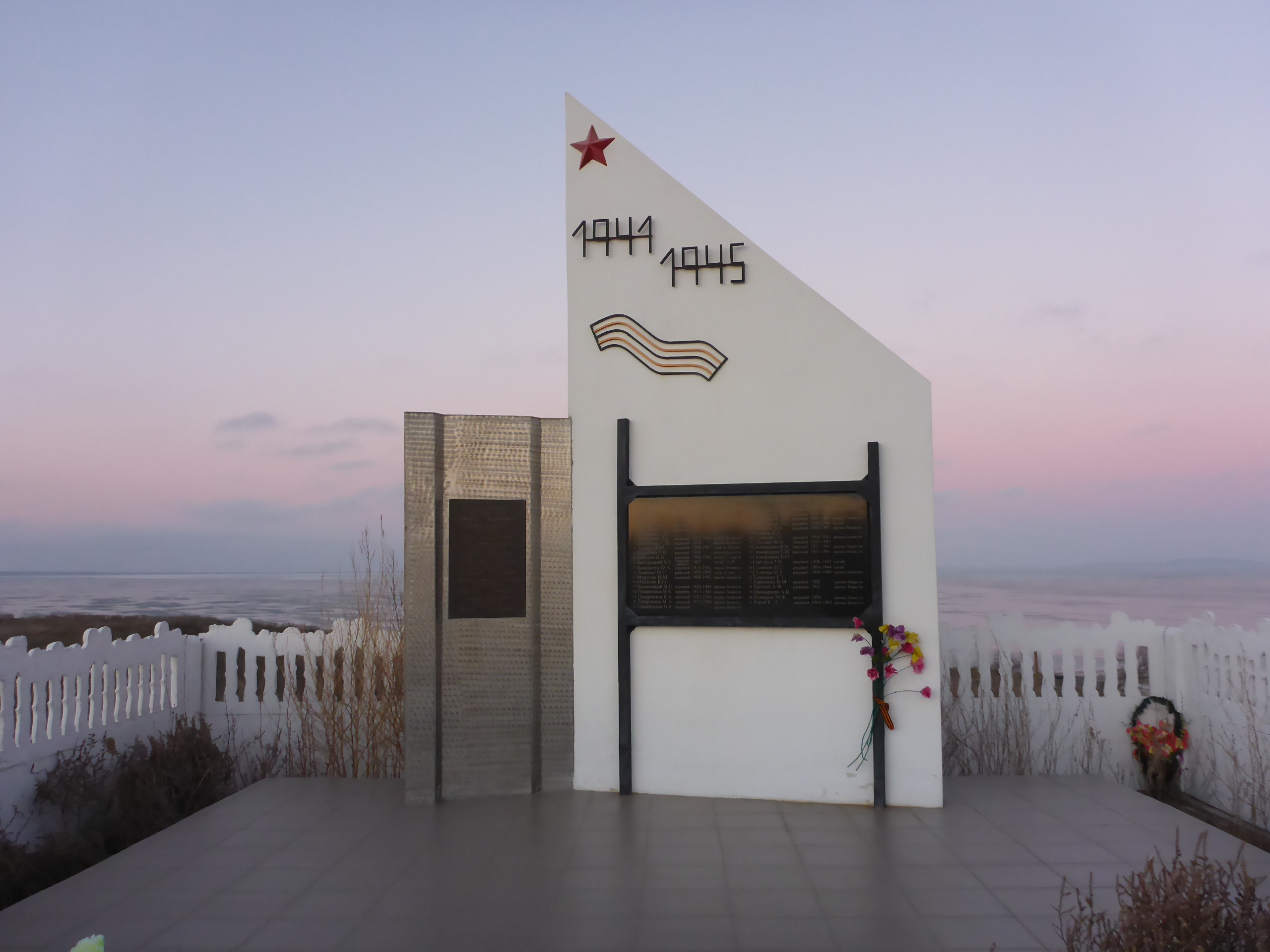
Памятный знак в честь лётчиков и воинов-односельчан.

## География
Расположено примерно в 37 километрах (по шоссе) на северо-восток (по шоссе — 44 км) от районного центра Ленино, ближайшая железнодорожная станция Пресноводная (на линии Джанкой — Керчь) — около 9 километров. Золотое находится на берегу Казантипского залива, в 1 километре южнее мыса Чаганы, высота центра села над уровнем моря 24 м. Транспортное сообщение осуществляется по региональной автодороге 35Н-338 от шоссе «граница с Украиной — Джанкой — Феодосия — Керчь» до Золотого (по украинской классификации — С-0-10831).

## История
В результате археологических раскопок 1970-х годов сформировалось предположение, что поселение на месте Золотого возникло в результате переселения адыгов с Северного Кавказа. Во второй половине XIII — конце XV века селение называлось Дзукалаи и входило в состав генуэзских владений Генуэзская Газария. Населённый пункт был частью сельской округи генуэзского города Воспоро.
Первое документальное упоминание селения встречается в Камеральном Описании Крыма… 1784 года, судя по которому, в последний период Крымского ханства Чекнет входил в Дин Керченский кадылык Кефинского каймаканства. После присоединения Крыма к России (8) 19 апреля 1783 года, (8) 19 февраля 1784 года, именным указом Екатерины II сенату, на территории бывшего Крымского Ханства была образована Таврическая область и деревня была приписана к Левкопольскому, а после ликвидации в 1787 году Левкопольского — к Феодосийскому уезду Таврической области. Перед Русско-турецкой войной 1787—1791 годов производилось выселение крымских татар из прибрежных селений во внутренние районы полуострова, в ходе которого в Чедене было переселено 6 человек. В конце войны, 14 августа 1791 года всем было разрешено вернуться на место прежнего жительства. После Павловских реформ, с 1796 по 1802 год, входила в Акмечетский уезд Новороссийской губернии. По новому административному делению, после создания 8 (20) октября 1802 года Таврической губернии, Чегене был включён в состав Акмозской волости Феодосийского уезда.
По Ведомости о числе селений, названиях оных, в них дворов… состоящих в Феодосийском уезде от 14 октября 1805 года , в деревне Чигине числилось 17 дворов и 144 жителя. На военно-топографической карте генерал-майора Мухина 1817 года деревня Шегене обозначена с 25 дворами. После реформы волостного деления 1829 года Чигин, согласно «Ведомости о казённых волостях Таврической губернии 1829 года», отнесли к Чурубашской волости (переименованной из Аккозской). На карте 1836 года в деревне 15 дворов. Видимо, вследствие эмиграции крымских татар в Турцию, деревня опустела и на карте 1842 года Чигине обозначен условным знаком «малая деревня», то есть, менее 5 дворов.
В 1860-х годах, после земской реформы Александра II, деревню приписали к Сарайминской волости. Согласно «Списку населённых мест Таврической губернии по сведениям 1864 года», составленному по результатам VIII ревизии 1864 года, Чегене — владельческая татарская и русская деревня с 23 дворами, 121 жителем и кордоном пограничной стражи на берегу моря. По обследованиям профессора А. Н. Козловского начала 1860-х годов, в селении «имеется хорошая пресная вода» в колодцах грубиной 1—5 саженей (от 2 до 10 м). На трёхверстовой карте Шуберта 1865—1876 года в деревне Чегене обозначено 2 двора. По «Памятной книге Таврической губернии 1889 года», по результатам Х ревизии 1887 года, в деревне Чегене числилось 24 двора и 130 жителей. По «…Памятной книжке Таврической губернии на 1892 год» в безземельной деревне Чигине, не входившей ни в одно сельское общество, числилось 88 жителей, домохозяйств не имеющих. На верстовой карте Крыма 1896—1926 года в селении обозначено 42 двора с русским населением. По «…Памятной книжке Таврической губернии на 1902 год» в деревне Чегене, входившей в Ново-Александровское сельское общество, числилось 240 жителей, домохозяйств не имеющих. По Статистическому справочнику Таврической губернии. Ч.II-я. Статистический очерк, выпуск пятый Феодосийский уезд, 1915 год, в деревне Чегене Сарайминской волости Феодосийского уезда числилось 6 дворов (все дворы безземельные) с русским населением в количестве 37 человек только «посторонних» жителей, из которых 17 мужчин и 20 женщин. Жители землёй не владели, в хозяйствах имелось 6 лошадей, 2 вола и 1 корова.
После установления в Крыму Советской власти, по постановлению Крымревкома, 25 декабря 1920 года из Феодосийского уезда был выделен Керченский (степной) уезд, а, постановлением ревкома № 206 «Об изменении административных границ» от 8 января 1921 года была упразднена волостная система и в составе Керченского уезда был создан Керченский район в который вошло село (в 1922 году уезды получили название округов. 11 октября 1923 года, согласно постановлению ВЦИК, в административное деление Крымской АССР были внесены изменения, в результате которых округа были отменены и основной административной единицей стал Керченский район, в который включили село. Согласно Списку населённых пунктов Крымской АССР по Всесоюзной переписи 17 декабря 1926 года, в селе Чегене, Маяк-Салынского сельсовета Керченского района, числился 31 двор, все крестьянские, население составляло 161 человек (85 мужчин и 76 женщин). В национальном отношении учтено: 52 русских, 97 украинцев, 11 белорусов, 1 грек. Постановлением ВЦИК «О реорганизации сети районов Крымской АССР» от 30 октября 1930 года (по другим сведениям 15 сентября 1931 года) Керченский район упразднили и село включили в состав Ленинского, а, с образованием в 1935 году Маяк-Салынского района (переименованного 14 декабря 1944 года в Приморский) — в состав нового района. По данным «Крымскотатарской энциклопедии», по всесоюзной переписи населения 1939 года в селе проживало 508 человек, что не согласуется с другими статистическими данными. На подробной карте РККА Керченского полуострова 1941 года в Чегени обозначено 23 двора.
После освобождения Крыма от фашистов, 12 августа 1944 года было принято постановление № ГОКО-6372с «О переселении колхозников в районы Крыма» и в сентябре того же года в район приехали первые новоселы 204 семьи из Тамбовской области, а в начале 1950-х годов последовала вторая волна переселенцев из различных областей Украины. С 25 июня 1946 года Чегене в составе Крымской области РСФСР. Указом Президиума Верховного Совета РСФСР от 18 мая 1948 года, Чегене переименовали в деревню Золотую, статус села присвоен позже. 26 апреля 1954 года Крымская область была передана из состава РСФСР в состав УССР. Время включения в Белинский сельсовет пока не установлено: на 15 июня 1960 года село уже числилось в его составе.
Указом Президиума Верховного Совета УССР «Об укрупнении сельских районов Крымской области», от 30 декабря 1962 года Приморский район был упразднён и вновь село присоединили к Ленинскому. По данным переписи 1989 года в селе проживало 135 человек. С 12 февраля 1991 года село в восстановленной Крымской АССР, 26 февраля 1992 года переименованной в Автономную Республику Крым. С 21 марта 2014 года в составе Крыма, Россия.